# Monumento ao Senador Pinheiro Machado

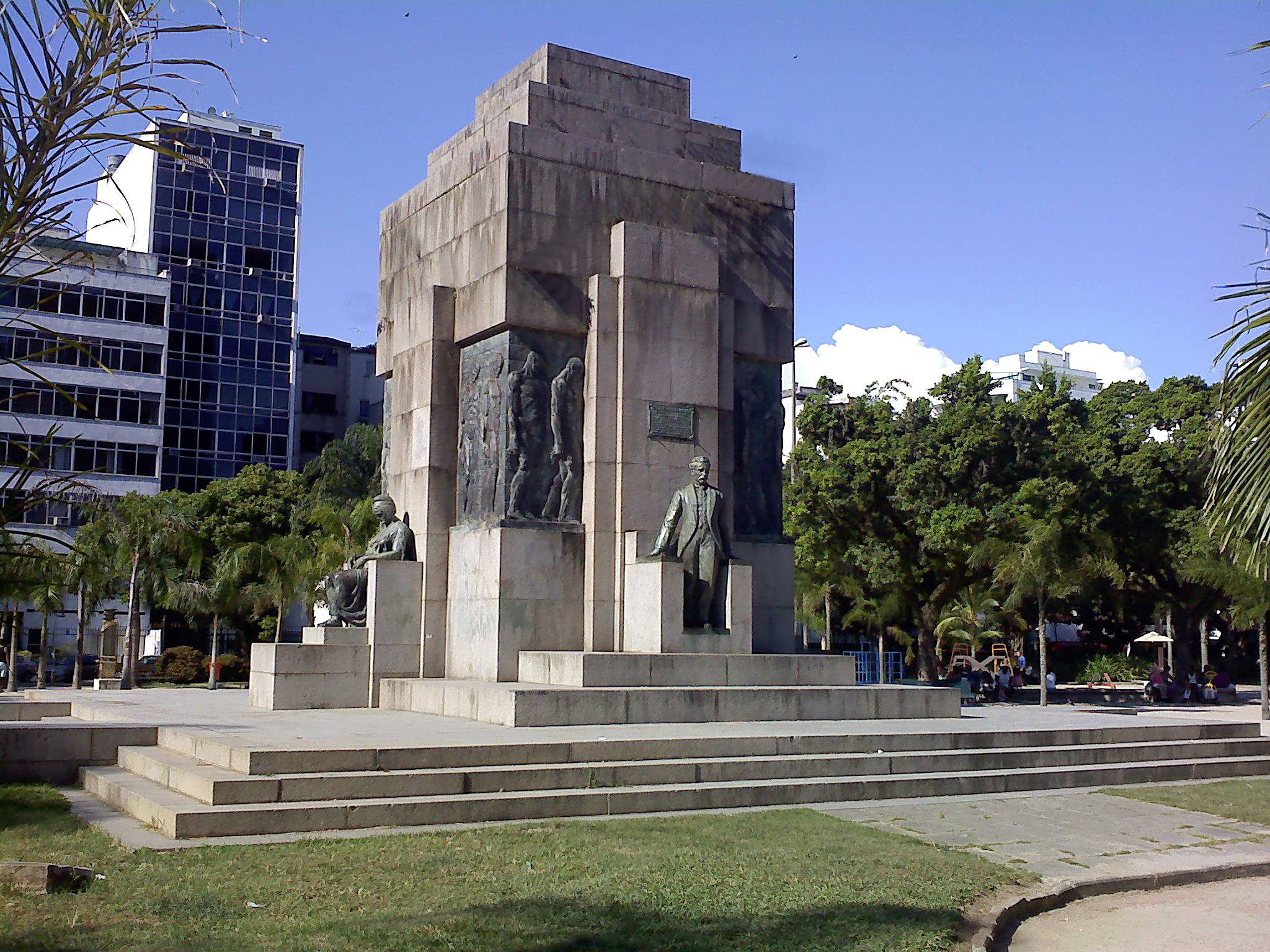
Monumento ao Senador Pinheiro Machado - Rio de Janeiro.

O Monumento ao Senador Pinheiro Machado é um monumento público localizado na Praça Nossa Senhora da Paz, no bairro de Ipanema, na cidade do Rio de Janeiro, erigido em homenagem a José Gomes Pinheiro Machado, (Cruz Alta, 8 de maio de 1851 — Rio de Janeiro, 8 de setembro de 1915) apóstolo republicano, político da República Velha que contribuiu com o seu trabalho e importante liderança para a consolidação do regime republicano no Brasil.
Resultou a sua construção de projeto de lei apresentado à Câmara dos Deputados pelo deputado Francisco Valadares. Foi vencedor da concorrência aberta pelo Ministério da Justiça o escultor Hildegardo Leão Veloso, nascido no distrito de Palmeiras, município de Suzano, estado de São Paulo, em 1899, discípulo de Rodolfo Bernardelli em escultura e modelagem.
O monumento inaugurado em 1931, esta assentado sobre base construída em pedra e cimento, com quatro degraus de acesso ao pedestal de onde se elevam colunas de granito e cantaria de cinco metros de altura. A figura em bronze de Pinheiro Machado, em tamanho natural, encontra-se voltada para a Rua Visconde de Pirajá. Nas laterais do monumento, também em tamanho natural, duas figuras de mulher representam a "Glória" e a "Apoteose". Segundo a crítica de arte Anna Teresa Fabris, o monumento, embora não siga uma concepção artística totalmente moderna, também não esta adstrita aos cânones tradicionais.
Em 8 de maio de 1951, na data em que se comemorava o primeiro centenário do nascimento do Senador Pinheiro Machado, junto ao monumento foi realizada cerimônia cívica alusiva ao acontecimento, promovida pela Comissão Organizadora dos festejos, integrada pelo ministro Augusto Tavares de Lyra, pelos senadores Landulfo Alves, Alfredo da Silva Neves e Joaquim Pires Ferreira, deputados José Antônio Flores da Cunha e Daniel de Carvalho, historiador Cyro Silva, jornalista Hebert Moses, presidente da Associação Brasileira de Imprensa - ABI, Guilherme Melecchi, Presidente da Sociedade Sul-Riograndense e os doutores José de Oliveira Machado, ex-secretário particular do homenageado, Luiz Simões Lopes e Julio Barbosa, Diretor-Geral do Senado Federal.